# Simone Motta
Simone Motta (né le 26 août 1977 à Udine dans le Frioul-Vénétie Julienne) est un joueur de football italien, qui évoluait au poste d'attaquant.

## Biographie
Formé par le grand club de sa ville natale, l'Udinese, avec qui il s'entraîne en équipe première, mais ne parvient pas à s'intégrer à l'effectif. Il rejoint en 1996 le club de Valdagno avec qui il évolue une saison en Serie C2. La saison suivante en 1997, il rejoint le club de Serie D de Pordenone, avant de partir pour une saison pour le club de Santa Lucia, puis de retourner ensuite à Pordenone.
En 2000, il rejoint l'équipe professionnelle du Fußball Club Südtirol-Alto Adige, où il se révèle en signant 30 buts en deux saisons de Serie C2.
En 2002, il rejoint le club de Teramo, équipe de Serie C1, et termine la saison avec le titre de « Capocannoniere » (meilleur buteur du championnat), avec 23 buts inscrits en cours de saison (24 si l'on compte les play-off).
L'année suivante, il signe avec un club de Serie B pour le club sudiste de l'Associazione Sportiva Bari, où il reste un an et demi, avant de passer en janvier 2005 à l'Ascoli Calcio 1898 (où il participe activement à la remontée du club en Serie A) puis durant l'été 2005 avec l'Associazione Calcio Rimini 1912.
En 2006, il fait son retour en Serie C1 sous les couleurs de l'Unione Sportiva Pistoiese 1921 où il finit lors de sa première saison au club à nouveau meilleur buteur avec 17 buts réalisations. À Pistoia, il sauve le club de la relégation l'année suivante, avec 13 buts inscrits.
En 2008, il rejoint le club de l'Associazione Calcio Cesena (avec qui il forme un duo offensif avec Emanuele Giaccherini), puis rejoint la saison suivante le club piémontais de Novare Calcio, avec qui il finit champion. En 2011, il remporte les play-offs du championnat de Serie B avec Novare, les qualifiant ainsi pour disputer la Serie A la saison suivante.
Le 31 août 2011, il quitte le club en prêt pour l'Unione Sportiva Triestina Calcio, pour retourner dans le Piémont l'année suivante.
Le 16 juillet 2013, Motta rompt son contrat avec Novare, et prend sa retraite. Mais le 19 septembre, il s'engage avec le modeste club de l'Associazione Sportiva Dilettantistica Polisportiva Tamai, club du groupe C de Serie D.

## Palmarès
| Teramo - Serie C : - Meilleur buteur : 2002-03 (23 buts). Pistoiese - Serie C : - Meilleur buteur : 2006-07 (17 buts). |  | Cesena - Serie C (1) : - Champion : 2008-09. Novare - Serie C (1) : - Champion : 2009-10. - Supercoupe d'Italie D3 (1) : - Vainqueur : 2009-10. |